# Kappa Delphini
Kappa Delphini (κ Del / 7 Delphini) es una estrella en la constelación del Delfín.
De magnitud aparente +5,05, es la octava estrella más brillante en la constelación.
Se encuentra a 98 años luz del sistema solar.
Kappa Delphini es una subgigante amarilla de tipo espectral G5IV con una temperatura efectiva de 5750 K.
Es 7,6 veces más luminosa que el Sol y gira sobre sí misma con una velocidad de rotación proyectada —límite inferior de la misma— de 10 km/s.
Exhibe un contenido metálico comparable al solar, siendo su índice de metalicidad [Fe/H] = +0,09.
En cuanto a su abundancia relativa de azufre —elemento sintetizado en estrellas muy masivas en la historia temprana de la galaxia—, la relación [S/Fe] es igual a -0,12.
Con una masa de 1,4 masas solares, su edad estimada es de 2800 - 3000 millones de años.
Kappa Delphini tiene una distante compañera estelar, denominada HD 196794 (HIP 101932), visualmente a 214 segundos de arco.
Tiene magnitud aparente +8,9 y es una estrella naranja de tipo K2IV o K2V.
La separación real entre ambas estrellas es igual o superior a 6400 UA.